# Zaouiet Kounta
Zaouiet Kounta es un municipio (baladiyah) de la provincia o valiato de Adrar en Argelia. En abril de 2008 tenía una población censada de 17 116 habitantes.
Se encuentra ubicado al suroeste del país, en el desierto del Sahara.